# Polyommatus baeticus
Polyommatus baeticus är en fjärilsart som beskrevs av Carl von Linné 1767. Polyommatus baeticus ingår i släktet Polyommatus och familjen juvelvingar. Inga underarter finns listade i Catalogue of Life.